# الدوري السويدي الدرجة الثانية 1976
الدوري السويدي الدرجة الثانية 1976 (بالسويدية: Division II i fotboll 1976)‏ هو موسم من الدوري السويدي الدرجة الثانية. فاز فيه BK Derby ‏.